# Joseph Edward von Gillern

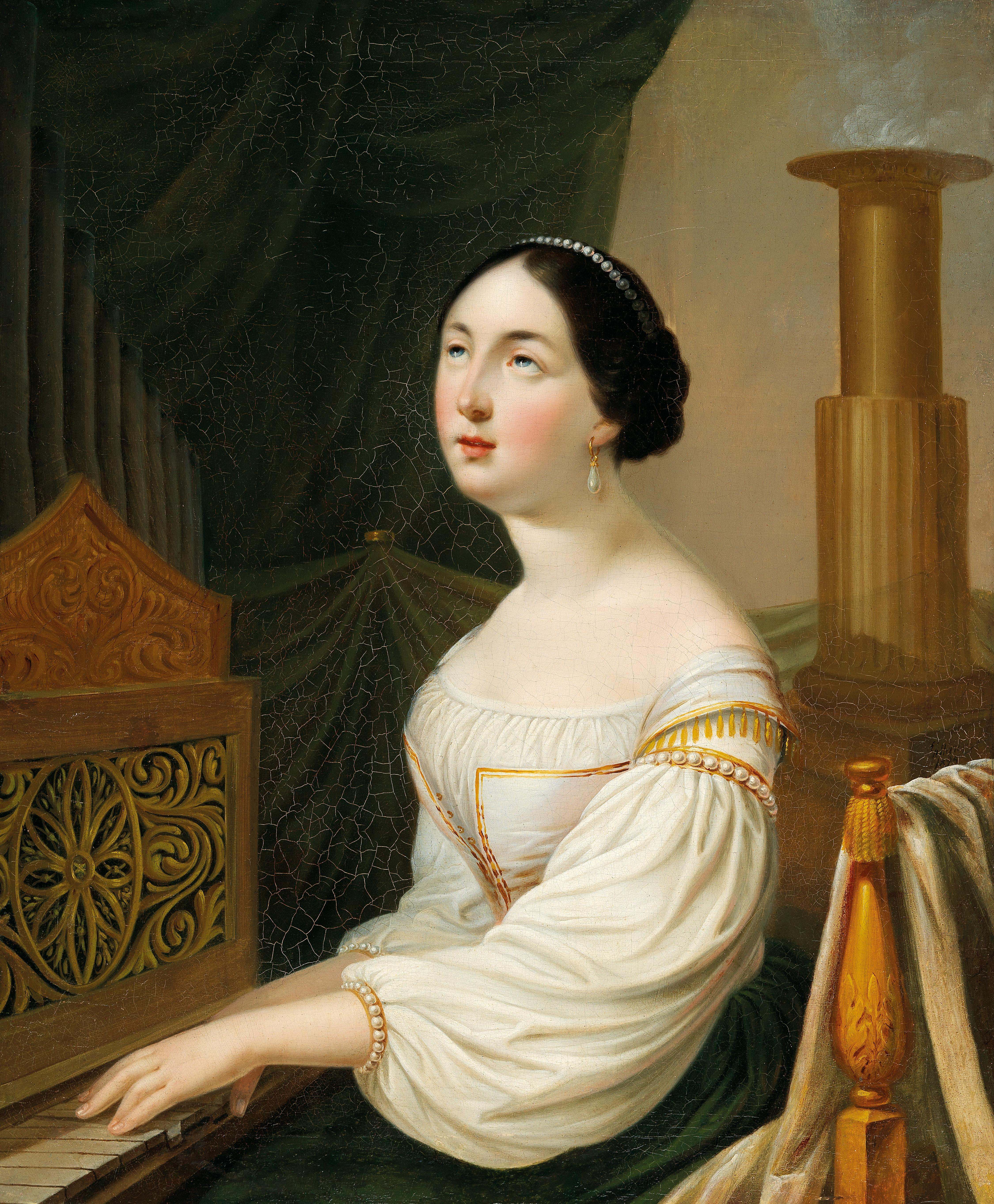
Joseph Edward Gillern: Bildnis der heiligen Cäcilia am Harmonium, 1825

Joseph Edward August von Gillern, polnisch Józef Edward Gillern (* 3. August 1794 in Wanowitz, Kreis Leobschütz; † im Frühjahr 1845 in Posen) war ein bedeutender deutscher Maler und Porträtist der Biedermeierzeit in Schlesien und Posen.

## Leben
Als Sohn eines preußischen Ratsherrn geboren erhielt er bereits 1810 eine Malerausbildung in Neisse. 1811 ging er an die Bauschule und Universität in Breslau. 1813 unterbrach er sein Studium, um als Freiwilliger des Schlesischen Husarenregiments „von Schill“ gegen Napoleon Bonaparte zu kämpfen. Im Herbst desselben Jahres hielt er sich in Odessa und später auf der Halbinsel Krim auf, wo er mehrere Zeichnungen anfertigte.
Ab 1814 ging Gillern für drei Jahre als Student an die Wiener Akademie der bildenden Künste zu Johann Baptist von Lampi d. Ä. Anschließend folgten Studienreisen nach Griechenland (u. a. auf die Insel Kefalonia) und nach Italien. 1818 besuchte er die Akademie der bildenden Künste in München und fertigte u. a. in der Galerie von Schloss Schleißheim zahlreiche Kopien an. 1819 studierte er noch ein Semester an der Kunstakademie in Dresden. Danach ließ er sich zunächst in Neisse nieder und fertigte zahlreiche Porträts und Genrebilder an. 1822 zog Gillern nach Posen und eröffnete dort eine Malerschule.
In Posen wurde Gillern aufgrund seiner Fähigkeiten zu einem herausragenden und populären Porträtisten der Bürgerschaft und des Adels. Er verfügte über eine einfühlsame Beobachtungsgabe und eine besondere Technik, Gesichter ohne Beschönigungen oder Idealisierung unter Wiedergabe des Charakters und der Psyche darzustellen.
1834 hielt er sich für kurze Zeit in Bromberg auf, wo er seine Dienste als Porträt- und Geschichtsmaler anbot. In der Technik der Daguerreotypie unterwies ihn 1842 Theodor Willnow.